# 托普斯菲爾德 (麻薩諸塞州普查規定居民點)
托普斯菲爾德（英語：Topsfield）是位於美國麻薩諸塞州艾塞克斯縣的一個普查規定居民點。

## 人口
根據2020年美國人口普查的數據，托普斯菲爾德的面積為7.11平方千米，當中陸地面積為7.01平方千米，而水域面積為0.10平方千米。當地共有人口2864人，而人口密度為每平方千米402.81人。